# Ruda, Iavoriv
Ruda (în ucraineană Руда) este un sat în așezarea urbană Nemîriv din raionul Iavoriv, regiunea Liov, Ucraina.

## Demografie
Componența lingvistică a localității Ruda
     Ucraineană (98,86%)
     Rusă (1,14%)
Conform recensământului din 2001, majoritatea populației localității Ruda era vorbitoare de ucraineană (98,86%), existând în minoritate și vorbitori de rusă (1,14%).